# Ornipholidotos aurivilliusi
Ornipholidotos aurivilliusi är en fjärilsart som beskrevs av Henry Stempffer 1967. Ornipholidotos aurivilliusi ingår i släktet Ornipholidotos och familjen juvelvingar. Inga underarter finns listade i Catalogue of Life.